# Índice de oportunidades humanas
El índice de oportunidades humanas (IOH) es una medición por país, que indica qué tanto las circunstancias personales (como el lugar de nacimiento, la riqueza familiar, la raza o el género) impactan la probabilidad de que un niño acceda a los servicios necesarios para ser exitoso en la vida, tales como la educación primaria, el agua potable o la conexión eléctrica. El estudio se enfoca en América Latina y el Caribe, la región más desigual del mundo, pero la nueva edición incluye comparaciones con los países desarrollados, entre ellos España, Estados Unidos y Francia.
La máxima puntuación posible del índice es 100. También se calculan puntuaciones de subregiones de cada país.

## Historia del IOH
El IOH fue desarrollado por un grupo de economistas del Banco Mundial. Se inspira en la función de bienestar social propuesta por Sen (1976), y sostiene que un proceso de desarrollo en el cual una determinada sociedad logra suplir equitativamente las oportunidades básicas, requiere garantizar que tantos niños como sea posible tengan acceso a las oportunidades básicas, con una meta de universalidad; y requiere distribuir de modo creciente las oportunidades básicas disponibles entre los grupos más desfavorecidos

## Lista de países por IOH[3]
| \| Posición \| País \| IOH en 2010 \| \| -------- \| -------------------- \| ----------- \| \| 1 \| Chile \| 95 \| \| 2 \| Uruguay \| 92 \| \| 3 \| México \| 90 \| \| 4 \| Costa Rica \| 89 \| \| 5 \| Venezuela \| 89 \| \| 6 \| Argentina \| 89 \| \| 7 \| Jamaica \| 84 \| \| 8 \| Ecuador \| 82 \| \| 9 \| Colombia \| 81 \| \| 10 \| Brasil \| 79 \| \| 11 \| República Dominicana \| 75 \| \| 12 \| Paraguay \| 73 \| \| 13 \| Panamá \| 73 \| \| 14 \| Perú \| 71 \| \| 15 \| Guatemala \| 57 \| \| 16 \| El Salvador \| 56 \| \| 17 \| Nicaragua \| 54 \| \| 18 \| Honduras \| 51 \| \| - \| Media regional \| 77[4] \| |                      |             |
| Posición | País                 | IOH en 2010 |
| 1 | Chile                | 95          |
| 2 | Uruguay              | 92          |
| 3 | México               | 90          |
| 4 | Costa Rica           | 89          |
| 5 | Venezuela            | 89          |
| 6 | Argentina            | 89          |
| 7 | Jamaica              | 84          |
| 8 | Ecuador              | 82          |
| 9 | Colombia             | 81          |
| 10 | Brasil               | 79          |
| 11 | República Dominicana | 75          |
| 12 | Paraguay             | 73          |
| 13 | Panamá               | 73          |
| 14 | Perú                 | 71          |
| 15 | Guatemala            | 57          |
| 16 | El Salvador          | 56          |
| 17 | Nicaragua            | 54          |
| 18 | Honduras             | 51          |
| - | Media regional       | 77          |